# BoBoiBoy
BoBoiBoy é uma série de desenho animado malaio produzida pela Animonsta Studios desde 13 de março de 2011. A série mostram as aventuras de um grupo de crianças com super-poderes que lutam contra invasores alienígenas que querem se apossar dos elementos da Terra.
Estreou primeiramente no canal malaio TV3 sendo mais tarde vendido pra outros canais asiáticos através da Disney Channel Asia, e no momento não tem previsão para ser exibido nos outros continentes. Em Indonésia, esta série de animação é exibido em MNCTV a partir de 20 de outubro de 2014.

## Sinopse
A série gira em torno das aventuras de BoBoiBoy, um garoto curioso que acaba de se mudar para a casa de seu avô Tok Aba na cidade de Pulau Rintis. Logo ao chegar ele se torna amigo íntimo de 3 crianças: Ying, Yaya e Gopal. Porém um alienígena obcecado por poder, Adu Du decide invadir a Terra em busca de encontrar a fonte de energia para suas máquinas "o cacau" obviamente mandando seu servo Probe roubar um pouco de chocolate da barraca do Tok Aba. BoBoiBoy o segue e conhece Ochobot, um robô que estava sendo construído por Adu Du que acaba o seguindo lhe dando superpoderes.

## Personagens
- BoBoiBoy, o protagonista da série. BoBoiBoy tem três poderes dos três elementos, Tanah-Gempa (Terra-Terremoto), Angin-Taufan (Vento-Ciclone), Petir-Halilintar (Raio-Tempestade), Api-Blaze (Fogo-Magma) e Air-Ais (Agua-Gelo). Seu maior poder é o poder de três que BoBoiBoy capaz de separar em três, onde ele e cada um de seus clones podem controlar cada elemento.

- Ochobot, o robô criado por Adu Du e gerado pelo poder do cacau, mas caiu nas mãos do BoBoiBoy uma vez ativado. Ele dá poder para BoBoiBoy e seus amigos, bem como um ajudante na loja Cacau do vovô Aba.

- Fang, Ele foi apresentado pela primeira vez no "Episódio finale estendida" (primeira temporada). Tem a capacidade de manipular a sombra, mas apenas na presença de luz solar. BoBoiBoy não gosta de Fang por causa de sua arrogância e mau humor.

- Tok Aba, em malaia é traduzido como, Vovô Aba. É avô de BoBoiBoy. Ele tinha uma loja de chocolate. E os aliens estavam lutando para roubá-lo.

- Ying, ela é gentil com todos os seus amigos, especialmente para Yaya. Assim como BoboiBoy, ela também é tímida. Pode acelerar com uma velocidade incrível, mas vai perder o seu poder quando espirrar.

- Yaya, como seus amigos, é muito gentil, mas ela pode facilmente se irrita (Temporada ª 1 Episódio 1 e Episódio 6). Ela gosta de vender biscoitos, mas não sabe como fazer deliciosos queridos. Na verdade, parece difícil biscoito mordido, se isso faz as pessoas desmaiarem. Possui a capacidade de voar no ar e trabalho pesado.

- Gopal, pode transformar qualquer coisa em alimentos simplesmente tocá-lo. Mas seu poder se tornou mais forte com sente medo. Um após um tempo, ele pode virar comida que ele mudou de volta ao normal, como ordenado pelo Papa Zola.

- Adu Du, o antagonista da série, a partir de Planeta dos Ata Ta Tiga, foi enviado pelo imperial para realizar missões, como invadir a Terra para o cacau, que é considerado pelas pessoas como uma mercadoria valiosa.

- A.R. Probe, o protótipo do robô criado por Adu Du, que é seu companheiro de derrotar BoBoiBoy e pode transformar-se a Super Probe, Super Tia Sonda e Super Duper Probe. Mas, no episódio 38, ele foi destruído por Petai e morreu.

- Computer (feminino), a análise do computador da nave espacial de Adu Du. Sua fraqueza é não pode ir para tão longe.

- Captain Munch/Capitão Munch, personagem secundário que só aparecem na versão malaio.

- Papa Zola/Mr.Papa, super-herói fictício que vem de fora do jogo de vídeo para o mundo real. Ele leva Gopal como seu aluno por um tempo. No episódio de cartas de fãs, Computer disse que ele falhou cada entrevista individual para um trabalho. Na 2 ª Temporada, ele torna-se uma Educação Física e professor de Matemática em Sekolah Rendah Pulau Rintis (Escola Primária do Ilha Rintis).

- Bago Go, o ilegal arma negociante que deu Adu Du e Probe o Robot da Destruição: "Mukalakus".

- Ejo Jo, o general da planeta dos Ata Ta Tiga, ele comprou Spaceship de Adu Du de Bago Go e descobre que Adu Du encontrou Cacau na Terra, logo ele veio à Terra para atacar BoBoiBoy e seus amigos.

- Computer (masculino), a análise do computador da nave especial de Ejo Jo.

- Perisai Tempur Angkasa-I/PETAI, de língua malaia é traduzido como Espaço da Armadas Robot-I/ESAR-I, é Ejo Jo usado este robô para destruir Probe para mostrar quem é o Destroyer robô real, BoBoiBoy mais tarde atacaram e os seus amigos e foi comido por dragão da sombra de Fang.

## Filme
Um filme da série, intitulado BoBoiBoy: Sfera Kuasa (O Poder da Esfera) deverá estar em cinemas em 2014 na Malásia .

## Vea tambem
- BoBoiBoy Galaxy
- Mechamato

## Ligacões externas
- Site oficial do Animonsta Studios
- Monsta Portal da Comunidade